# Чупавко (песма)
Чупавко је дечија песма која се налази у збирци дечије књижевности Детињство, познате српске песникиње Десанке Максимовић.

## Анализа песме
Другарчић Миша не жели да се шиша, па се дере. То су чули врапци, па причају међу собом како ће Миши порасти коса, дугачка као река, а оштра као трава. У њој ће осе направити своје гнездо, а мрави путеве. Нитко неће моћи Миши да се приближи, чак ни птице неће хтети да слете на праг његове куће. И маца ће забранити своме мачићу да се приближи Миши како се не би ошугало. Песникиња на овај начин хоће да укаже да деца не треба да буду неуредна, јер ће им се други ругати. 

## О песникињи
Десанка Максимовић је српска песникиња, приповедач, романсијер, писац за децу, академик Српске академије наука и уметности, повремено преводилац, најчешће поезије с руског, словеначког, бугарског и француског језика.
Писала је песме о детињству, љубави, завичају, природи, животу, пролазности, па и смрти.
Осим њених значајних песмама за младе и одрасле, Десанка Максимови значајна је песникиња за децу. Као и остале песме, и дечије песме обилују прекрасним песничким сликама, богате су стилским фигурама и свака носи лепу поуку. Деца једнако уживају у поезији ове песникиње као и одрасли, наравно, читајући о темема које су им примереније и које могу да разумију. Управо такве песме налазе се у њеној збирци дечје књижевности „Детињство“.